# Caltiki il mostro immortale
Caltiki il mostro immortale è un film dell'orrore italiano del 1959 diretto da Riccardo Freda con lo pseudonimo di Robert Hamton.
Dopo il successo del loro film Le fatiche di Ercole (1958), la Galatea Film ha iniziato la produzione di film di altri generi che speravano avrebbero attirato il mercato internazionale, il che ha portato Riccardo Freda ad essere assunto per dirigere Caltiki il mostro immortale. Freda ha lasciato il progetto durante le riprese, spiegando in seguito che voleva dare al suo amico Mario Bava, che era stato assunto come direttore della fotografia e artista degli effetti speciali del film, un'opportunità per dirigere e guadagnare di più dal progetto. Nelle interviste rilasciate molto tempo dopo l'uscita del film, sia Freda che Bava hanno espresso opinioni contrastanti su chi dovrebbe essere considerato il vero regista di Caltiki. Vari storici e documenti ministeriali suggeriscono che Bava abbia creato una grande quantità di filmati del film che coinvolgono scene di morte, il mostro, inquadrature abbinate e scene con effetti speciali.
Il film uscì in Italia l'8 agosto 1959, dove incassò meno della precedente collaborazione di Bava e Freda I vampiri.

## Trama
Una spedizione archeologica si reca nei pressi della città morta di Tikal, a 300 miglia a sud di Città del Messico, per far luce sulle ragioni che portarono nel 607 d.C. la migrazione del popolo Maya. Una notte, l'archeologo Nieto fa ritorno al campo base in stato delirante e senza il suo amico Ulmer con il quale si era recato ad esplorare una grotta vicina. Gli altri membri della spedizione, decisi a far luce su quanto accaduto si recano ad esplorare la grotta. Al suo interno trovano una profonda pozza d'acqua, dietro la quale si trova una grande statua di Caltiki, la dea Maya vendicativa che è stata presentata cerimonialmente con sacrifici umani. Pensando che il corpo dell'altro archeologo possa essere sul fondo del pozzo, Bob si immerge in profondità e sul fondo trova degli scheletri e numerosi monili d'oro. Mentre sta raccogliendo più tesori possibili, l'uomo viene aggredito da qualcosa. Il gruppo lo riporta in superficie, solo per scoprire, dopo aver rimosso la sua maschera da sub, che la sua carne è stata ridotta ad una massa in decomposizione.
Qualche istante dopo, la creatura informe che ha attaccato l'uomo emerge dal pozzo cercando di digerire chiunque sia a portata di mano. Nel tentativo di prendere i gioielli recuperati da Bob, Max inciampa e finisce contro la creatura che gli si serra intorno ad un braccio ma viene liberato da John. Il gruppo riesce a fuggire dalla grotta, ma la creatura li segue. John riesce però a distruggerla facendo schiantare un'autocisterna piena di benzina contro di essa.
La squadra torna a Città del Messico per portare Max in ospedale; sul suo braccio infatti c'è un piccolo pezzo della creatura, che lo sta lentamente digerendo. I chirurghi rimuovono con cura la creatura, scoprendo con orrore che del braccio di Max sono rimasti solo pochi brandelli di carne attaccati alle ossa. Dopo alcuni esperimenti sulla creatura condotti da John insieme al professor Rodriguez, si scopre che si tratta di un organismo unicellulare vecchio di 20 milioni di anni. Citando un'iscrizione presente nella caverna – che dice Caltiki è una e immortale. E quando giungerà lo sposo dal cielo il potere di Caltiki distruggerà il mondo – John afferma che si potrebbe quasi dire che quello da lui riportato da Tikal è un pezzo del corpo di Caltiki. Deciso a compiere altri esperimenti sul frammento della creatura, John se lo porta nella casa dove vive con la moglie Ellen e la figlioletta. In seguito ad altri esperimenti, John scopre che la creatura sembra dare segni di vita se sottoposta a radiazioni. Nel frattempo Max, ancora ricoverato in ospedale, impazzisce e fugge dopo aver ucciso un'infermiera. Ricercato dalla polizia, trova rifugio in casa di John grazie all'aiuto di Linda, la meticcia innamorata di lui, che si trova lì come ospite e lo nasconde in cantina.
Una sera John viene chiamato con urgenza al laboratorio dove una parte della creatura che era stata sottoposta a radiazioni ha iniziato a crescere a dismisura. Ragionando sull'iscrizione maya, il professor Rodriguez si reca all'osservatorio astronomico per scoprire se vi sono stati fenomeni astrali nel 607 d.C., l'anno della migrazione dei Maya. Un astronomo lo informa che la cometa Arsinoa, la stessa cometa presente nei cieli proprio nel 607 d.C. si riavvicinerà alla Terra proprio quella notte. Il professore intuisce che la cometa, essendo avvolta da una nube radioattiva causò l'aumento della radioattività atmosferica provoncando così la crescita e la riproduzione della creatura e costringendo i Maya alla fuga. Temendo per la vita di John che tiene ancora in casa una parte della creatura, il professore si precipita ad avvertirlo ma ha un incidente stradale e muore sul colpo.
Giunto al laboratorio John trova il betatrone distrutto e la creatura morta; viene poi raggiunto dall'assistente del professor Rodriguez che lo informa dell'avvicinarsi della cometa Arsinoe. Temendo per la sua famiglia, John si dirige verso casa pregando l'uomo di avvisare l'esercito che mandi soldati armati di lanciafiamme alla sua abitazione. Nella dimora, mentre il pezzo della creatura inizia ad espandersi fino a raggiungere dimensioni enormi e riprodursi, Max, completamente impazzito, assale Ellen ed uccide Linda prima di finire divorato dalla creatura. Ellen, terrorizzata dai mostri,
Non essendosi fermato ad un posto di blocco, John viene arrestato e tenta di convincere i poliziotti del grave pericolo che minaccia la sua famiglia, senza però riuscirvi. Riesce però a scappare e a raggiungere casa.appena in tempo per salvare moglie e figlia. Ci penseranno i soldati equipaggiati con il lanciafiamme e i carri armati a distruggere tutte le creature.

## Produzione

### Background e sviluppo
Dopo l'uscita de I vampiri, il regista Riccardo Freda ha affrontato un altro nuovo genere, quello dei film di fantascienza, con il suo successivo film Caltiki il mostro immortale. In quel momento solamente pochi film sonori in Italia erano film di fantascienza, come Baracca e burattini di Sergio Corbucci del 1954 e Totò nella luna di Steno e La morte viene dallo spazio del 1958. Caltiki venne prodotto da Nello Santi per la Galatea Film, che era interessata ad esplorare nuovi generi cinematografici dopo il successo di Hercules (1957), e produsse Caltiki pensando ai mercati esteri. Sebbene non sia menzionato in alcun credito o documento ministeriale, fonti europee elencano il coinvolgimento della società francese Climax Film nella produzione. La versione americana del film lo accreditano come una "Samuel Schneider presentation", portando alcune fonti ad ipotizzare che il film fosse una coproduzione italo-americana.

### Regista
Freda era arrabbiato per il modo in cui i produttori e altri registi avevano fatto lavorare il suo direttore della fotografia Mario Bava sui film precedenti, in particolare sui film di Pietro Francisci. Freda decise quindi di abbandonare il progetto in modo che Bava avesse la possibilità di dirigere il film. Bava era stato assunto come direttore della fotografia del film, mentre Filippo Sanjust venne assunto come sceneggiatore del film, avendo co-sceneggiato il precedente film di Freda Beatrice Cenci (1956). Anche Freda ha contribuito alla sceneggiatura senza però essere accreditato.
Le informazioni specifiche su quanto Freda e Bava abbiano diretto il film differiscono tra interviste e ricordi.Freda affermò in un'intervista a Luigi Cozzi nel 1971 che "se ne andò quando mancavano solo due giorni di riprese. L'ho girato sì, ma è il tipo di film di Bava. Non lo racchiudo nel mio corpo di lavoro. L'unica cosa che ricordo con piacere sono le statue che decoravano le scenografie: le ho scolpite io stesso." Bava ha descritto Caltiki il mostro immortale come "il mio primissimo film", sottolineando che Freda aveva abbandonato il set "perché tutto stava andando in pezzi. Sono riuscito a realizzarlo, rattoppandolo qua e là". Cozzi ha commentato la sua intervista a Freda nel 2004, affermando che le sue stesse parole sono state male interpretate e che "la verità è una sola: il regista di Calitiki il mostro immortale è Riccardo Freda, punto. Mario Bava ha curato la fotografia, gli effetti speciali e ha diretto le scene con le miniature (soprattutto quelle con i carri armati....), oltre a questo ha filmato alcuni colpi di soldati con lanciafiamme. Questo è tutto, e ovviamente non può bastare per dire che Bava ha diretto quel film." Cozzi ha anche affermato che Bava ha parlato del film, affermando che "non ho diretto Caltiki. Il regista di quel film è Freda. Solo ad un certo punto, terminate le riprese principali, Freda ha iniziato a montare la pellicola e poi ha avuto un grosso litigio con il produttore [...] Poi Freda se ne andò." Secondo il biografo di Bava, Tim Lucas, l'uscita di scena di Freda ha lasciato "due o tre settimane di riprese", lasciando Bava a girare oltre 100 riprese con effetti speciali per una durata di 76 minuti.
Massimo De Rita, che ha lavorato come capo unità per Galatea, ha trascorso del tempo sul set di Caltiki e ha affermato che "al 90% Bava era anche il regista di Caltiki. Freda era assente, non sapeva nulla di quello che Bava stava escogitando." De Rita ha notato che Bava ha detto agli attori cosa fare e che Bava ha girato tutte le inquadrature di collegamento con il mostro e tutte le scene di morte. I documenti ministeriali annotano anche i ruoli di Bava e Freda nel film. Il bilancio finale del film assegna a Freda 5 milioni di lire, invece dei previsti 6 milioni, mentre Bava è stato pagato 6,250 milioni di lire, invece dei previsti 3 milioni.

## Distribuzione
Caltiki il mostro immortale  uscì nelle sale italiane l'8 agosto 1959 distribuito dalla Lux Film. In Italia il film ebbe meno successo del film di Freda e Bava I vampiri, che aveva incassato 125,3 milioni di lire. Caltiki ha incassato in totale 94,15 milioni di lire a livello nazionale.
Il film è stato distribuito nelle sale negli Stati Uniti nel settembre 1960 dalla Allied Artists col titolo Caltiki – The Immortal Monster. Il doppiaggio in lingua inglese del film è stato realizzato a New York dai Titra Studios, che hanno doppiato molti film italiani di quel periodo. È uscito nel Regno Unito nel 1962.

### Home media
Caltiki il mostro immortale fu pubblicato come fotoromanzo sulla rivista I Vostri Film nel numero del 1 luglio 1962.
Il film è stato distribuito in DVD e Blu-ray dalla Arrow Video l'11 aprile 2017. L'uscita della Arrow presenta tracce audio sia in italiano che in inglese, due commenti audio separati degli storici di Bava Tim Lucas e Troy Howarth, un'intervista con il critico Kim Newman sul posto del film nella storia dei film di mostri, diverse featurette d'archivio e una presentazione "full aperture" alternativa del film che contiene più informazioni visive di quelle presenti nelle stampe cinematografiche originali, in particolare per quanto riguarda le immagini degli effetti di Bava.

## Critica
Dalle recensioni contemporanee, il Monthly Film Bulletin ha commentato che "i set fasulli, la cattiva recitazione e le limitazioni di un piccolo budget ostacolano seriamente la prima metà" e che "una volta che il mostro si afferma, le cose iniziano a ravvivarsi." La recensione ha concluso che il film era "così incredibilmente banale che quasi diverte." Wanada Hale del New York Daily News si riferiva a Caltiki come a un "film horror debole" e che "Non solo la storia è brutta, ma lo sono anche la produzione, la regia, il doppiaggio [inglese] e la recitazione".
Tra le recensioni retrospettive, Bruce Eder di AllMovie ha dato al film una recensione generalmente positiva, definendolo "un accurato e avvincente amalgama di fantascienza-horror, che unisce la cosmologia con l'archeologia e il mito per creare un thriller davvero affascinante e originale." Nel libro di Phil Hardy Science Fiction (1984), una recensione descriveva il film come "un'uscita minore [...] sebbene la recitazione sia di routine e la sceneggiatura plumbea, Bava inietta alcuni svolazzi eleganti." Slant Magazine ha affermato che il film "rimane una vetrina impressionante per le abilità inimitabili di Bava dietro la macchina da presa, in particolare la sua straordinaria capacità di creare un'atmosfera lunatica e alcune immagini estremamente macabre (per il 1959, comunque) dal più semplice e frugale dei mezzi cinematografici."

## Curiosità
- Il mostro del film venne realizzato con stoffa e trippa.[20]
- La scena dell'auto del professore che si schianta sulla scogliera è tratta dal film The Crimson Ghost (1946).
- In Italia venne pubblicata una riduzione omonima del film in cineromanzo, I Vostri Film, edita da Bozzesi nel luglio del1962.
- Nonostante lo si continui a scrivere, fascetta del dvd No Shame compresa, Didi Sullivan non è Didi Perego, ma un'attrice irlandese.

## Riconoscimenti
- 2017 - Rondo Hatton Classic Horror Awards
  - Candidatura Best Commentary a Tim Lucas
- 2018 - Saturn Award
  - Candidatura Miglior edizione DVD/Blu-ray di un film classico